# سیارک ۲۱۶۴۷
سیارک ۲۱۶۴۷ (به انگلیسی: 21647 Carlturner، نامگذاری:1999NE54) بیست و یک هزار و ششصد و چهل و هفتمین سیارک کشف شده‌است که در ۱۲ ژوئیه ۱۹۹۹ کشف شد.
قدر مطلق سیارک برابر ۱۵.۵ است.